# Fabien Claude
Fabien Claude (Épinal, 22 dicembre 1994) è un biatleta francese.

## Biografia
È fratello di Florent ed Émilien, a loro volta biatleti di alto livello. In Coppa del Mondo ha esordito il 13 gennaio 2016 a Ruhpolding (96º nell'individuale) e ai campionati mondiali a Hochfilzen 2017 (25º nell'individuale).
Il 15 dicembre 2019 a Hochfilzen ha ottenuto il primo podio in Coppa del Mondo (3º in staffetta) e il 23 gennaio 2020 a Pokljuka anche il primo podio individuale (3º nell'individuale), mentre ai successivi mondiali di Anterselva 2020 si è piazzato 19º nell'individuale. Il 15 gennaio 2021 a Oberhof ha conquistato la prima vittoria in Coppa del Mondo, trionfando nella staffetta; ai mondiali di Pokljuka 2021 si è posizionato 41º nella sprint, 12º nell'inseguimento e 41º nell'individuale. Ha esordito ai Giochi olimpici invernali a Pechino 2022 vincendo la medaglia d'argento nella staffetta e giungendo 21º nella sprint, 16º nell'inseguimento, 9º nell'individuale e 26º nella partenza in linea; ai Mondiali di Oberhof 2023 ha vinto la medaglia d'oro nella staffetta, si è classificato 16º nella sprint, 21º nell'inseguimento, 8º nella partenza in linea, 37º nell'individuale e 5º nella staffetta mista individuale, a quelli di Nové Město na Moravě 2024 ha conquistato la medaglia di bronzo nella staffetta e si è piazzato 26º nella sprint, 10º nell'inseguimento, 41º nell'individuale e 5º nella partenza in linea e a quelli di Lenzerheide 2025 ha vinto la medaglia d'argento nella staffetta ed è stato 8º nella sprint, 16º nell'inseguimento, 21º nell'individuale e 15º nella partenza in linea.

## Palmarès

### Olimpiadi
- 1 medaglia:
  - 1 argento (staffetta a Pechino 2022)

### Mondiali
- 3 medaglie:
  - 1 oro (staffetta a Oberhof 2023)
  - 1 argento (staffetta a Lenzerheide 2025)
  - 1 bronzo (staffetta a Nové Město na Moravě 2024)

### Mondiali juniores
- 4 medaglie:
  - 1 oro (inseguimento a Presque Isle 2014)
  - 2 argenti (staffetta a Presque Isle 2014; sprint Minsk 2015)
  - 1 bronzo (staffetta a Minsk 2015)

### Olimpiadi giovanili
- 1 medaglie:
  - 1 bronzo (staffetta mista a Innsbruck 2012)

### Mondiali giovanili
- 2 medaglie:
  - 1 oro (sprint a Obertilliach 2013)
  - 1 bronzo (staffetta a Obertilliach 2013)

### Coppa del Mondo
- Miglior piazzamento in classifica generale: 10º nel 2023
- 26 podi (5 individuali, 21 a squadre):
  - 9 vittorie (a squadre)
  - 9 secondi posti (2 individuali, 7 a squadre)
  - 8 terzi posti (3 individuali, 5 a squadre)

#### Coppa del Mondo - vittorie
| Data             | Località             | Nazione   | Specialità                                                           |
| ---------------- | -------------------- | --------- | -------------------------------------------------------------------- |
| 15 gennaio 2021  | Oberhof              | Germania  | RL (con Simon Desthieux, Quentin Fillon Maillet e Émilien Jacquelin) |
| 8 gennaio 2023   | Pokljuka             | Slovenia  | MX (con Quentin Fillon Maillet, Anaïs Chevalier e Julia Simon)       |
| 5 marzo 2023     | Nové Město na Moravě | Rep. Ceca | MX (con Lou Jeanmonnot, Caroline Colombo ed Éric Perrot)             |
| 3 marzo 2024     | Oslo Holmenkollen    | Norvegia  | MX (con Julia Simon, Sophie Chauveau e Quentin Fillon Maillet)       |
| 1º dicembre 2024 | Kontiolahti          | Finlandia | RL (con Quentin Fillon Maillet, Èric Perrot ed Émilien Jacquelin)    |
| 15 dicembre 2024 | Hochfilzen           | Austria   | RL (con Quentin Fillon Maillet, Èric Perrot ed Émilien Jacquelin)    |
| 17 gennaio 2025  | Ruhpolding           | Germania  | RL (con Émilien Claude, Quentin Fillon Maillet ed Émilien Jacquelin) |
| 25 gennaio 2025  | Anterselva           | Italia    | RL (con Quentin Fillon Maillet, Èric Perrot ed Émilien Jacquelin)    |
| 9 marzo 2025     | Nové Město na Moravě | Rep. Ceca | RL (con Émilien Claude, Oscar Lombardot e Quentin Fillon Maillet)    |

Legenda:

RL = staffetta

MX = staffetta mista